# V Орла
V Орла (лат. V Aquilae) — углеродная звезда и полуправильная переменная в созвездии Орла. Обладает видимой звёздной величиной, меняющейся от 6,6 до 8,4, и находится на расстоянии около 400 парсеков (1300 световых лет) от Солнца.
V Орла относится к типу звёзд со спектром, в котором видны сильные линии поглощения молекул диуглерода и цианорадикала CN, поэтому является углеродной звездой. Повышенное содержание углерода в атмосфере свидетельствует о наличии в атмосфере недавно синтезированного вещества, поднятого при конвекции на поверхность в ходе тепловых пульсаций во время горения слоевых источников. В различных статьях можно встретить слегка отличающиеся значения спектрального класса от C54 до C64, или N6 в рамках более старой классификации. Индекс 4 означает степень выраженности полос молекулярного углерода в спектре, то есть показатель относительного содержания углерода в атмосфере.
V Орла является полуправильной переменной звездой. В литературе указан период пульсации 400 дней, но также упоминаются периоды 350 дней и 2270 дней.